# Жан Сен-Фор Паяр
Жан Сен-Фор Паяр (фр. Jean Saint-Fort Paillard, 4 серпня 1913 — 16 січня 1990) — французький вершник.
Олімпійський чемпіон 1948 року в командній виїздці.